# (11763) Deslandres
(11763) Deslandres ist ein Asteroid des äußeren Hauptgürtels, der am 24. September 1960 von dem niederländischen Astronomenehepaar Cornelis Johannes van Houten und Ingrid van Houten-Groeneveld entdeckt wurde. Die Entdeckung geschah im Rahmen des Palomar-Leiden-Surveys, bei dem von Tom Gehrels mit dem 120-cm-Oschin-Schmidt-Teleskop des Palomar-Observatoriums aufgenommene Feldplatten an der Universität Leiden durchmustert wurden.
Der Asteroid ist Mitglied der Koronis-Familie, einer Gruppe von Asteroiden, die nach (158) Koronis benannt ist. Die zeitlosen (nichtoskulierenden) Bahnelemente von (11763) Deslandres sind fast identisch mit denjenigen des größeren Asteroiden (6276) Kurohone und der kleineren Asteroiden (23808) Joshuahammer, (38416) 1999 RV213, (61422) 2000 QN15 und (198804) 2005 EW180. Der Größenvergleich geht alleine von der Absoluten Helligkeit aus, da die Durchmesser der Himmelskörper nicht bekannt sind.
(11763) Deslandres wurde am 26. September 2007 nach dem französischen Astronomen Henri-Alexandre Deslandres (1853–1948) benannt. Nach Deslandres war schon 1948 ein Mondkrater im Süden der Mondvorderseite benannt worden: Mondkrater Deslandres.